# Римстинг
Римстинг (нем. Rimsting) — община в Германии, курорт, расположен в земле Бавария. 
Подчиняется административному округу Верхняя Бавария. Входит в состав района Розенхайм.  Население составляет 3709 человек (на 31 декабря 2010 года). Занимает площадь 20,00 км².